# 永井一彰
永井 一彰（ながい かずあき、1949年(昭和24年) - ）は、日本の国文学者、奈良大学名誉教授。近世文学、特に俳諧や板木が専門。板木研究の第一人者とされる。
1949年、岐阜県生まれ。滋賀大学教育学部卒、大谷大学大学院文学研究科博士後期課程満期退学。奈良大学文学部助教授、のちに教授。2010年「藤井文政堂板木売買文書」で大谷大学博士（文学）。2015年、江戸時代初期の俳諧短冊をまとめた『誹諧短冊手鑑』を発見し、八木書店から写真版が刊行された。

## 著書
- 『藤井文政堂板木売買文書』（青裳堂書店『日本書誌学大系』、2009）
- 『月並発句合の研究』（笠間書院、2013）
- 『板木は語る』（笠間書院、2014）